# Chandeshwar, Aurad
Chandeshwar là một làng thuộc tehsil Aurad, huyện Bidar, bang Karnataka, Ấn Độ.